# TheAngelcy
TheAngelcy est un groupe de musique israélien composé de six musiciens. Le style du groupe comprend des influences blues, rock, folk mais également de musique tzigane et de musique traditionnelle du Moyen-Orient. Le groupe est formé autour du chanteur guitariste Rotem Bar Or.

## Formation
Le groupe TheAngelcy a été fondé durant l'été 2011 lorsque Rotem Bar Or, alors âgé de 30 ans, retourne en Israël après avoir voyagé quelques mois en Europe en musicien vagabond. Autour de lui, se joignent plusieurs musiciens dont Uri Marom (clarinette), Maya Lee Roman (alto), Aner Paker (contrebasse) et Maayan Zimry et Dov Rosen (percussions). Depuis la formation du groupe, Dov Rosen a été remplacé par Udi Naor aux percussions et Aner Paker par Gal Maestro à la contrebasse. Les musiciens changent parfois d'instruments durant les concerts. Maya Lee Roman passe ainsi aux percussions ou à l'utilisation de melodica sur certaines chansons.

## Exit Inside
Le premier album du groupe sort en mai 2014. Bien que cet album soit entièrement écrit en anglais, on y retrouve les thématiques préoccupantes de la jeunesse israélienne. Le single My Baby Boy traite ainsi de la peur d'une mère de voir son fils effectuer son service militaire. D'autres chansons traitent de sujets plus personnels comme la peur de l’échec ou du succès, l'amour et le manque d'amour.